# Liste der Biografien/Gret
Liste der Biografien |
Portal Biografien |
Personensuche
# |
A |
B |
C |
D |
E |
F |
G |
H |
I |
J |
K |
L |
M |
N |
O |
P |
Q |
R |
S |
T |
U |
V |
W |
X |
Y |
Z |
?
 
Ga |
Gb |
Gc |
Gd |
Ge |
Gf |
Gh |
Gi |
Gj |
Gk |
Gl |
Gm |
Gn |
Go |
Gp |
Gq |
Gr |
Gs |
Gu |
Gv |
Gw |
Gy |
Gz
 
Gra |
Grb–Grd |
Gre |
Grg |
Gri |
Grj |
Grk |
Grl |
Grm |
Gro |
Grs |
Gru |
Gry |
Grz
 
Grea |
Greb |
Grec |
Gred |
Gree |
Gref |
Greg |
Greh |
Grei |
Grek |
Grel |
Grem |
Gren |
Grep |
Gres |
Gret |
Greu |
Grev |
Grew |
Grey |
Grez
Die Liste der Biografien führt alle Personen auf, die in der deutschsprachigen Wikipedia einen Artikel haben. Dieses ist eine Teilliste mit 88 Einträgen von Personen, deren Namen mit den Buchstaben „Gret“ beginnt.

## Gret
- Gret, Eugenio (* 1901), argentinischer Radrennfahrer
- Grèt, Jean-Claude (1930–2001), Schweizer Radrennfahrer
- Grêt-Regamey, Adrienne (* 1973), Schweizer Umweltnaturwissenschaftlerin und Landschaftsplanerin

### Greta
- Greta Mjöll Samúelsdóttir (* 1987), isländische Fußballspielerin
- Greta Salóme (* 1986), isländische Popsängerin, Komponistin und Violinistin
- Grétar Steinsson (* 1982), isländischer Fußballspieler

### Grete
- Grete, Carl (1810–1871), deutscher Kaufmann und Bürgermeister von Vorsfelde
- Greteman, Frank Henry (1907–1987), US-amerikanischer Geistlicher, Bischof von Sioux City
- Gretemeier, Anna-Beeke (* 1986), deutsche Journalistin
- Greten, Florian (* 1972), deutscher Onkologe, Leiter des Georg-Speyer-Hauses und Hochschullehrer
- Greten, Heiner (* 1939), deutscher Internist und Hochschullehrer
- Greten, Ton, niederländischer Tänzer, Tanzsporttrainer und Choreograph
- Gretener, Edgar (1902–1958), Schweizer Elektroingenieur und Firmengründer
- Gretener, Hermann (1942–2022), Schweizer Radsportler, Landesmeister im Querfeldeinrennen
- Gretenkort-Singert, Ingrid (1927–2015), deutsche Malerin, Graphikerin und Autorin
- Greter, Johann Philipp, deutscher Maler
- Greter-Lustenberger, Theresia (* 1941), Schweizer Künstlerin

### Greth
- Greth, Carl von (1754–1827), Festungskommandant in Temeswar, Inhaber des k.k. Infanterie-Regiments Nr. 23
- Greth, Julius (1824–1903), deutscher Zeichner, Maler und Lithograph
- Greth, Werner (1951–1982), deutscher Fußballspieler
- Grethe, Carlos (1864–1913), Maler
- Grethe, Harald (* 1965), deutscher Agrarwissenschaftler und Hochschullehrer
- Grethe, Hildegard (1898–1961), deutsche Schauspielerin
- Grethen, Charles (* 1992), luxemburgischer Leichtathlet
- Grethen, Fonsy (* 1960), luxemburgischer Karambolagespieler
- Grethen, Gilles (* 1994), luxemburgischer Jazzmusiker (Gitarre, Komposition)
- Grethen, Luc (* 1964), luxemburgischer Komponist
- Grether, Carl Wilhelm (1803–1890), Fabrikant
- Grether, Esther (* 1936), Schweizer Unternehmerin und Kunstsammlerin
- Grether, Johann Georg (1777–1846), Oberbürgermeister von Lörrach, Abgeordneter der badischen Ständeversammlung und Landwirt.
- Grether, Johann Josef (1840–1910), deutscher Bierbrauer, Landwirt und Bürgermeister von Lörrach (1872–1906)
- Grether, Johann Karl (1808–1887), deutscher Färber, Bürgermeister und Historiker
- Grether, Kerstin (* 1975), deutsche Journalistin, Autorin und Sängerin
- Grether, Nicole (* 1974), deutsche Badmintonspielerin
- Grether, Numa (1839–1891), Schweizer Jurist und Politiker (Radikaler)
- Grether, Oskar (1902–1949), deutscher evangelischer Theologe und Hochschullehrer
- Grether, Sarah Nevada (* 1982), US-amerikanische Schauspielerin, Choreographin und Tänzerin
- Grether, Simon (* 1992), Schweizer Fußballspieler
- Grether, Thomas (* 1965), deutscher Fußballspieler
- Grethlein, Christian (* 1954), deutscher Theologe und Autor
- Grethlein, Gerhard (1924–2021), deutscher Jurist, Staatsanwalt und Senator (Bayern)
- Grethlein, Jonas (* 1978), deutscher Altphilologe
- Grethlein, Thomas (* 1958), deutscher Philosoph und Aufsichtsratsvorsitzender des 1. FC Nürnberg

### Greti
- Gretillat, Augustin (1837–1894), Schweizer evangelischer Geistlicher und Hochschullehrer
- Gretillat, Xavier (* 1973), Schweizer Karambolagespieler

### Gretk
- Gretkowska, Manuela (* 1964), polnische Schriftstellerin, Drehbuchautorin, Publizistin, Politikerin

### Gretl
- Gretler, Heinrich (1897–1977), Schweizer SchauspielerHeinrich Gretler (1897–1977)

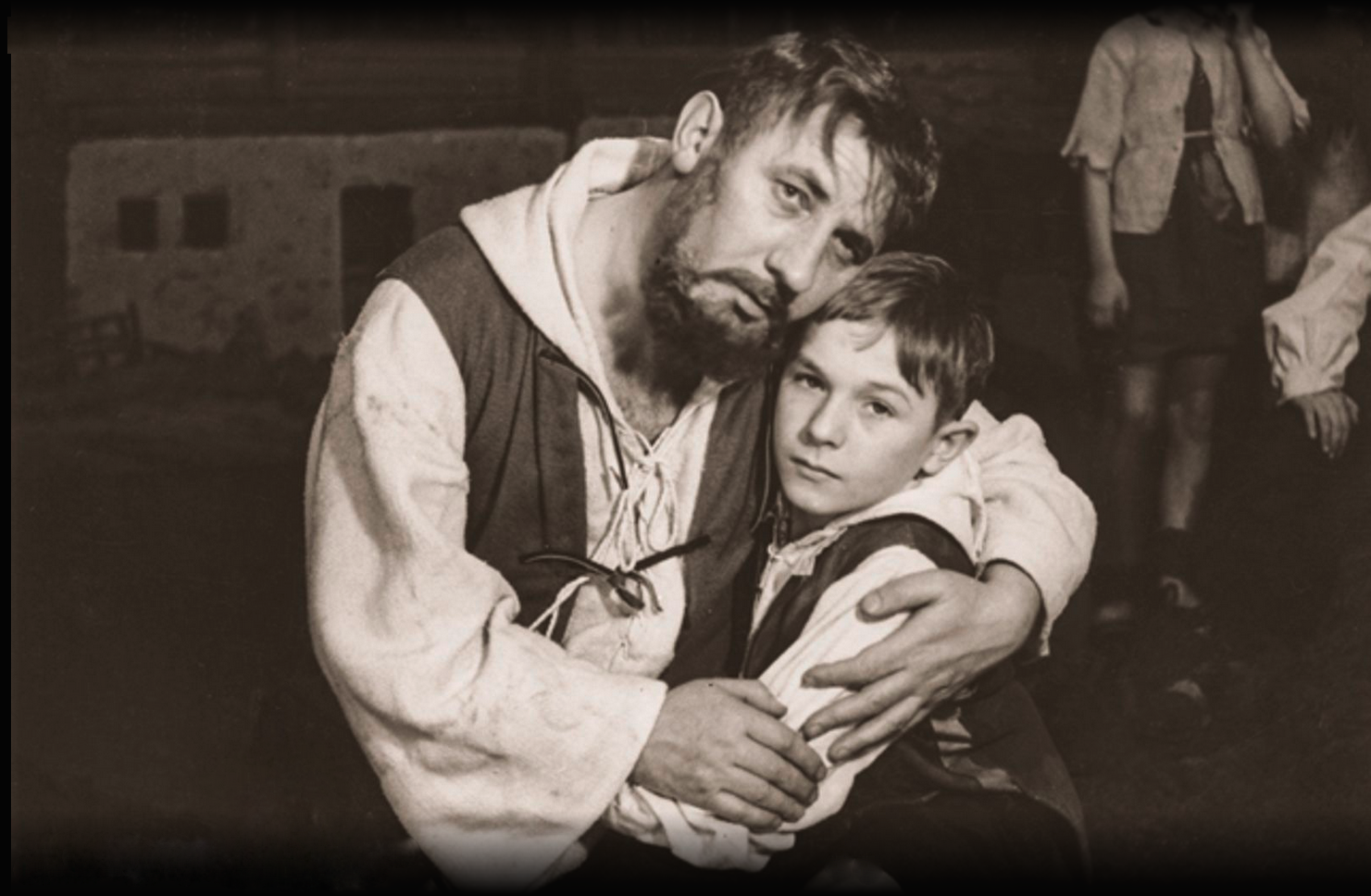
Heinrich Gretler (1897–1977)

- Gretler, Roland (1937–2018), Schweizer Fotograf und Sozialforscher

### Gretn
- Gretner, Sabine (* 1972), österreichische Politikerin (Grüne), Landtagsabgeordnete

### Greto
- Gretor, Esther (1887–1977), dänische Schriftstellerin
- Gretor, Georg (1892–1943), dänischer Journalist
- Gretor, Willy (1868–1923), deutsch-dänischer Maler und Kunsthändler

### Gretr
- Grétry, André-Ernest-Modeste (1741–1813), belgisch-französischer klassischer KomponistAndré-Ernest-Modeste Grétry (1741–1813)

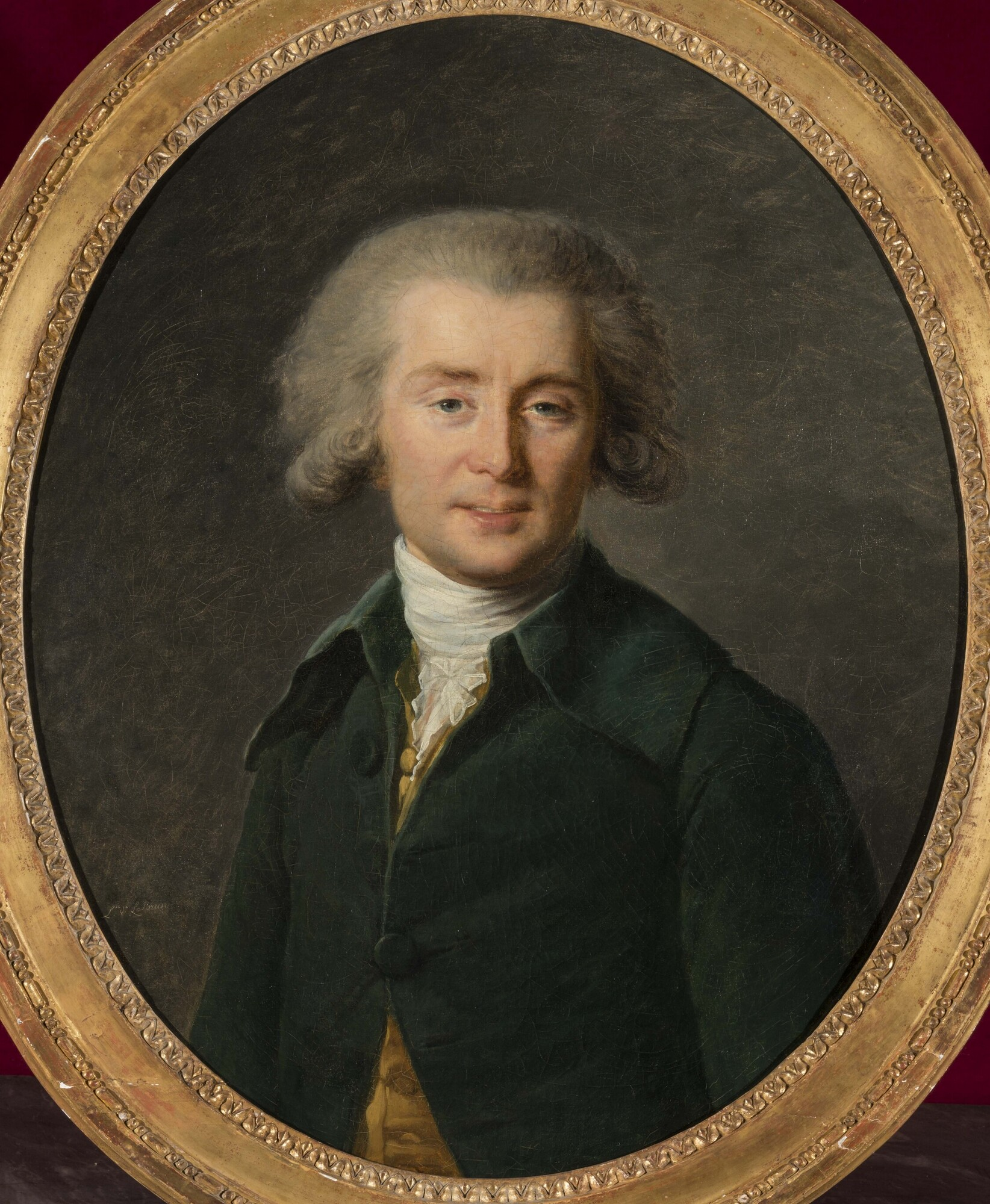
André-Ernest-Modeste Grétry (1741–1813)

- Grétry, Lucile (1772–1790), französische Komponistin

### Grets
- Gretsch, Adrian (1753–1826), österreichischer Ordensgeistlicher und Theologe
- Gretsch, Albin (1899–1974), deutscher SS-Unterscharführer im KZ Dachau
- Gretsch, Hermann (1895–1950), deutscher Entwerfer und Designer
- Gretsch, Joel (* 1963), US-amerikanischer Schauspieler
- Gretsch, Kendall (* 1992), US-amerikanische Sportlerin
- Gretsch, Nikolai Iwanowitsch (1787–1867), russischer Autor, Sprachwissenschaftler, Literaturkritiker und Übersetzer
- Gretsch, Patrick (* 1987), deutscher Radrennfahrer
- Gretschaninow, Alexander Tichonowitsch (1864–1956), russischer Komponist
- Gretschel, Heinrich Friedrich (1830–1892), deutscher Mathematiker
- Gretschel, Karl Christian Kanis (1803–1848), deutscher Jurist und Historiker
- Gretscher, Philipp (1859–1937), deutscher Komponist
- Gretschin, Andrei Wladimirowitsch (* 1987), russischer Schwimmer
- Gretschischnikowa, Jelisaweta Andrianowna (* 1983), russische Langstreckenläuferin
- Gretschka (* 2000), russische Singer-Songwriterin
- Gretschkin, Alexei Alexandrowitsch (1893–1964), sowjetischer Generalleutnant
- Gretschkina, Anastassija Eduardowna (* 2006), russische Tennisspielerin
- Gretschko, Andrei Antonowitsch (1903–1976), sowjetischer Marschall und Politiker
- Gretschko, Georgi Michailowitsch (1931–2017), sowjetischer Kosmonaut
- Gretschmann, Josef (1914–1965), deutscher Landwirt und Politiker (CSU), Bürgermeister und MdL Bayern
- Gretsel, Gotthelf Christian (1748–1810), deutscher lutherischer Generalsuperintendent der Niederlausitz
- Gretser, Jakob (1562–1625), lateinischer Philologe, Historiker, Dramatiker und Autor der Gegenreformation in Deutschland

### Grett
- Grette, Odd (* 1952), norwegischer Skispringer
- Gretter, Kaspar († 1557), lutherischer Theologe und Reformator
- Gretton, John, 1. Baron Gretton (1867–1947), britischer Segler und Schiffbauingenieur
- Gretton, John, 4. Baron Gretton (* 1975), britischer Peer und Politiker (Conservative Party)
- Gretton, Peter (1912–1992), britischer Vizeadmiral
- Gretton, Rob (1953–1999), britischer Musikmanager

### Gretz
- Gretz, Matthias († 1543), deutscher katholischer Theologe, Philosoph und Dichter
- Gretz, William (1852–1930), deutscher Brauer
- Gretzky, Paulina (* 1988), US-amerikanisch-kanadische Sängerin, Model und Schauspielerin
- Gretzky, Wayne (* 1961), kanadischer Eishockeyspieler, -trainer und -funktionärWayne Gretzky (* 1961)

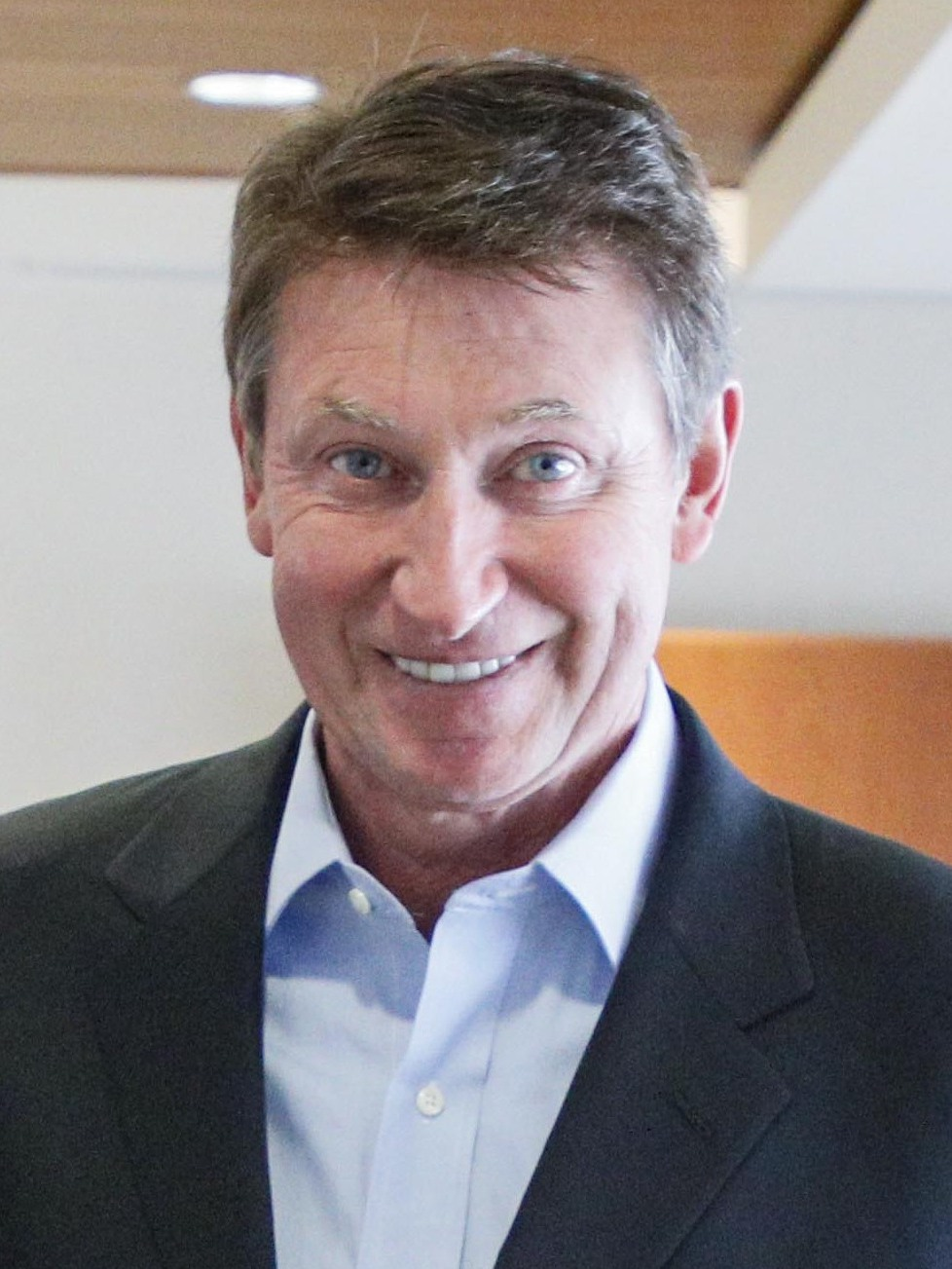
Wayne Gretzky (* 1961)

- Gretzschel, Fritz (1906–1979), deutscher Boxmanager
- Gretzschel, Liselotte (1920–1976), deutsche Politikerin (SED)
- Gretzschel, Matthias (* 1957), deutscher Journalist, Theologe, Publizist und Schriftsteller